# Nelvana
 (novembre 2019).
Si vous disposez d'ouvrages ou d'articles de référence ou si vous connaissez des sites web de qualité traitant du thème abordé ici, merci de compléter l'article en donnant les références utiles à sa vérifiabilité et en les liant à la section « Notes et références ».
Nelvana Limitée est un studio d'animation canadien et une société de production multimédia, de distribution et de financement de production internationale fondée en 1971. Elle est considérée comme la toute première grande société d'animation canadienne. Nelvana fait partie du groupe de médias Corus Entertainment.
Nelvana est une société dont les activités vont de la production à la commercialisation des programmes en passant par la gestion des droits dérivés et l'édition vidéo. Nelvana est implantée à Toronto, à Los Angeles, à Londres, à Paris, à Tokyo et à Shannon en Irlande.
Elle produit notamment Babar, Rolie Polie Olie, Franklin, Petit Ours, Le Bus magique, Beyblade, Bakugan Battle Brawlers, et Ace Ventura.
Elle est nommée en hommage à la super-héroïne de comics canadienne Nelvana of the Northern Lights (en), créée par Adrian Dingle[réf. nécessaire].

## Filmographie
- 1972 : Voulez-vous coucher avec God? (en)
- 1974 : 125 Rooms of Comfort (en)
- 1987 : La Pie voleuse (Burglar), co-production avec Warner Bros. Pictures
- 1993 : Malice, co-production avec Columbia Pictures, uncredited
- 1997 : Spaceman (en), co-production avec Palm Pictures

### Animation
- 1983 : Rock & Rule (co-production avec MGM/UA Entertainment Co.)
- 1985 : Les Bisounours, le film (The Care Bears Movie), co-production avec The Samuel Goldwyn Company
- 1986 : Les Bisounours 2 : Une nouvelle génération (Care Bears Movie II: A New Generation), co-production avec Columbia Pictures
- 1987 : Les Calinours au pays des merveilles (The Care Bears Adventure in Wonderland), co-production avec Cineplex Odeon Films
- 1989 : Le Triomphe de Babar (Babar: The Movie), co-production avec Astral Films au Canada & New Line Cinema in the US
- 1999 : Babar, roi des Éléphants, co-production avec Alliance Communications
- 2000 : Franklin et le Chevalier vert (Franklin and the Green Knight)
- 2001 : The Little Bear Movie (en)
- 2002 : Le Noël magique de Franklin (Franklin's Magic Christmas)
- 2002 : Rolie Polie Olie : Les Chevaliers du rire (Rolie Polie Olie: The Great Defender of Fun), film d'animation 3D
- 2003 : Rolie Polie Olie : Drôle de cadeau (Rolie Polie Olie: The Baby Bot Chase), film d'animation 3D
- 2003 : La Rentrée des classes de Franklin (Back to School with Franklin)
- 2003 : Rescue Heroes: The Movie (en), film d'animation 3D
- 2004 : Les Bisounours au royaume des Rigolos (Care Bears: Journey to Joke-a-lot), film d'animation 3D
- 2005 : À vos souhaits les Calinours! (The Care Bears' Big Wish Movie), film d'animation 3D
- 2005 : Heidi (en) (theatrically released outside North America), film d'animation 2D
- 2006 : Franklin et le Trésor du lac, co-production avec StudioCanal
- 2019 : Quel Génie! (The Most Magnificent Thing), court-métrage d'animation d'après le livre d'Ashley Spires (en) du même nom.

### Télévision
- 1975 : Christmas Two Step (en), film mélangeant prise de vue réelle et animation
- 1977 : Les Trois Mages du cosmos (A Cosmic Christmas)
- 1978 : The Devil and Daniel Mouse (en)
- 1978 : Au temps de la guerre des étoiles (The Star Wars Holiday Special), scène animée
- 1979 : Intergalactic Thanksgiving (en)
- 1979 : Romie-0 & Julie-8 (Romie-0 and Julie-8)
- 1980 : The Jack Rabbit Story (Easter Fever) (en), co-production avec Topcraft
- 1980 : Take Me Up to the Ball Game (en)
- 1983 : The Magic of Herself the Elf (en)
- 1983 : Strawberry Shortcake: Housewarming Surprise (en)
- 1984 : Strawberry Shortcake and the Baby Without a Name (en)
- 1985 : Strawberry Shortcake Meets the Berrykins (en)
- 1986 : Madballs: Escape from Orb!
- 1986 : My Pet Monster
- 1987 : The Wild Puffalumps (en)
- 1988 : Les Calinours et le Casse-noisette (en) (Care Bears Nutcracker Suite)
- 1991 : HBO Storybook Musicals (en) – Pierre Lapin (The Tale of Peter Rabbit)
- 1997 : Fifi Brindacier (Pippi Longstocking), co-production avec Legacy Releasing
- 2003 : Miss Spider's Sunny Patch Kids (en)

### Liste des programmes spéciaux produits par Nelvana
(janvier 2021).
Le contenu est difficilement compréhensible vu les erreurs de traduction, qui sont peut-être dues à l'utilisation d'un logiciel de traduction automatique.
Les titres entre parenthèses représentent les titres originaux.
- Small Star Cinema (1974–75, live-action/animated)
- Mr. Microchip (1983-85, live-action)
- 20 Minute Workout (1983–85, live-action)
- Inspecteur Gadget (Inspector Gadget) (1983, co-production avec LBS Communications, Inc., saison 1 seulement)
- Les Amichaines (The Get Along Gang) (1984, co-production avec DiC, épisode pilote seulement)
- Paul et les Jumeaux (The Edison Twins) (1984–86, live-action)
- Droïdes : Les Aventures de R2-D2 et C-3PO (Star Wars: Droids) (1985–86)
- Ewoks (série télévisée d'animation) (Star Wars: Ewoks) (1985–87)
- The Care Bears Family (1986–88)
- Madballs (1986–87)
- Cricket's Club (1986–87, direct-to-video, co-production avec Hi-Tops Video)
- My Pet Monster (1987)
- Mister T. (série télévisée) (T. and T.) (1988–90, live-action)
- Clifford the Big Red Dog (1988, direct-to-video, co-production avce Scholastic Enterprises)
- Babar (1989–91, 2000)
- Beetlejuice (Beetlejuice) (1989–91, co-production avec The Geffen Film Company et Warner Bros. Television)
- Little Rosey (1990)
- Les Aventures de Tintin (The Adventures of Tintin) (1991–92, co-production avec Ellipse Programme)
- Rupert (1991–97)
- Les Aventures de Fievel au Far West (Fievel's American Tails) (1992, co-production avec Amblin Television et Universal Animation Studios)
- Les Crocs malins (Dog City) (1992–94, co-production avec The Jim Henson Company)
- Eek le chat (Eek! The Cat) (1992–99, co-production avec 20th Television)
- Family Dog (1993, co-production avec Universal Television, Warner Bros. Television et Amblin Television)
- Cadillacs et Dinosaures (Cadillacs and Dinosaurs) (1993–94)
- Tales from the Cryptkeeper (Tales from the Cryptkeeper) (1993–99)
- Sauvez Willy (Free Willy) (1994, co-production avec Regency Enterprises, Le Studio Canal+ et Warner Bros. Television)
- Wild C.A.T.S: le commando galactique (Wild C.A.T.S.: Convert Action Teams) (1994–95, co-production avec WildStorm Productions)
- Le Bus magique (The Magic School Bus) (1994–97, co-production avec Scholastic Enterprises & South Carolina ETV)
- Alice Roy (Nancy Drew) (1995, live-action)
- Les Frères Hardy (The Hardy Boys) (1995–96, live-action)
- L'Histoire sans fin (The Neverending Story) (1995–96, co-production avec Ellipse Animation)
- Ace Ventura (Ace Ventura: Pet Detective) (1995–97, co-production avec Morgan Creek et Warner Bros. Television, saisons 1 et 2)
- Jake and the Kid (1995–99, live-action)
- Petit Ours (Little Bear) (1995–2001)
- Robin (1996)
- Gargoyles, les anges de la nuit (1996; co-production avec Walt Disney Television Animation, Disney, Sunwoo Entertainment, Sunwoo Asia-Pacific et AKOM; distribuee par Buena Vista Television)
- Waynehead (1996–97, co-production avec Warner Bros. Animation)
- Sacrés Dragons (Blazing Dragons) (1996–98, co-production avec Ellipse Animation)
- Les Graffitos (Stickin' Around) (1996–98)
- The Adventures of Sam & Max: Freelance Police (1997–98)
- Fifi Brindacier (Pippi Longstocking) (1997, coproduite avec Svensk Filmindustri)
- Ned et son triton (Ned's Newt) (1997–99, co-production avec Studio B in Season 2)
- Donkey Kong Country (1997–2000, co-production avec Medialab Technology et WIC Entertainment, CGI)
- Franklin (1997–2004)
- Rolie Polie Olie (1998–2004, co-production avec Sparx*, CGI)
- Birdz (1998–99)
- Dumb Bunnies (1998–99, co-production avec Yoram Gross & Village Roadshow)
- Anatole (1998–2000)
- Mythic Warriors: Guardians of the Legend (1998–2000)
- Collège Rhino Véloce (Flying Rhino Junior High) (1998–2000)
- Bob and Margaret (1998–2001)
- Elliot Caribou (Elliot Moose) (1999, live-action/puppet)
- Georges et Martha (George and Martha) (1999–2000)
- Le Monde de Blaster (Blaster's Universe) (1999–2000)
- Redwall (1999–2001)
- Rescue Heroes (1999–2002)
- Marguerite et la Bête Féroce (Maggie and the Ferocious Beast) (2000–02)
- Corduroy (2000–01)
- Timothée va à l'école (Timothy Goes to School) (2000–01)
- Sept Petits Monstres (Seven Little Monsters) (2000–02)
- Georges rétrécit (George Shrinks) (2000–01)
- Edouard et Martin (Marvin the Tap-Dancing Horse) (2000–02)
- Pelswick (2000–02)
- Taina (2001–02, distribution au Canada, live-action)
- Mes parrains sont magiques (The Fairly OddParents) (2001–06, distribution au Canada, saisons 1-5)
- Quads! de John Callahan (John Callahan's Quads!) (2001–02)
- The Sausage Factory (2001–02, co-production avec MTV, live-action)
- Pecola (2001–03, CGI)
- Sourire d'enfer (Braceface) (2001–04)
- Committed (2001–02)
- Cybermatt (Cyberchase) (2002-present, saisons 1-5)
- Beyblade (2002)
- Beyblade: V-Force (2002)
- Beyblade: G-Revolution (2003)
- Beware of Dog (2002)
- Moville Mysteries (2002–03)
- Max et Ruby (Max & Ruby) (2002–2019)
- Clone High (2002–03, co-production avec Touchstone Television et MTV Animation)
- La Famille Berenstain (The Berenstain Bears) (2003–04)
- Moi Willy, fils de rock star (My Dad the Rock Star) (2003–05)
- Jacob Jacob (Jacob Two-Two) (2003–07)
- Pandalian (2004–09)
- 6teen (2004–2010)
- Delta State (2004)
- Miss Spider (Miss Spider's Sunny Patch Friends) (2004–08, CGI)
- Les Mélodilous (The Backyardigans) (2004–2010, CGI)
- Dans la peau de Ian (Being Ian) (2005–08, co-production avec Studio B)
- Funpak (2005)
- Jane et le Dragon (Jane and the Dragon) (2005–06, CGI)
- Classe des Titans (Class of the Titans) (2005–08, co-production avec Studio B)
- Di-Gata les défenseurs (Di-Gata Defenders) (2006–08)
- Glurp Attack (Grossology) (2006–09)
- Ruby Gloom (2006–08)
- Z-Squad (2006)
- Manny et ses outils (Handy Manny) (2006–2013, CGI)
- Lucas la Cata (Horrid Henry) (2006–08, distribution de saison 1)
- Bakugan Battle Brawlers (2007–08)
- Bakugan : La Nouvelle Vestroia (Bakugan Battle Brawlers: New Vestroia) (2009–2010)
- Bakugan : Les Envahisseurs de Gundalia (Bakugan: Gundalian Invaders) (2010–11)
- Bakugan : La Déferlante Mechtanium (Bakugan: Mechtanium Surge) (2011–12)
- The Future Is Wild (2007–08)
- My Friend Rabbit (2007–08)
- Wayside (2007–08)
- Punch! (2008)
- Joue avec Jess (Guess with Jess) (2008–2010)
- Willa! (Willa's Wild Life) (2008–2009)
- Pearlie (2009–2010)
- Hot Wheels Battle Force 5 (2009–2011, co-production avec Mattel & Nerd Corps Entertainment, CGI)
- Beyblade: Metal Fusion (2010–2012)
- Babar and the Adventures of Badou (Babar and the Adventures of Badou) (2010–15, CGI)
- Les Aventures de Chuck et ses amis (The Adventures of Chuck and Friends) (2010–12, co-production avec Hasbro Studios, CGI)
- Spliced (2010)
- Sidekick (2010–13)
- Mr. Young (2010–13, live-action)
- Life with Boys (2011–13, live-action)
- Scaredy Squirrel (2011–13)
- Mike the Knight (2011–17, co-production avec HIT Entertainment, CGI)
- Bubble Guppies (2011–16, saisons 2–4, CGI)
- Franklin and Friends (2011–12, CGI)
- Le Détentionaire (Detentionaire ou La Retenue) (2011–15)
- Oh No! It's an Alien Invasion (2013–15)
- The Day My Butt Went Psycho! (2014–15)
- Little Charmers (2015–17, CGI)
- The Stanley Dynamic (2015–17, live-action/animation)
- Fresh Beat Band of Spies (2015–16)
- Ranger Rob (2016–présent)
- The ZhuZhus (2016–17)
- Hotel Transylvania: The Series (2017-présent, co-production avec Sony Pictures Animation)
- Mysticons (2017-18)
- Bravest Warriors (2017-présent, co-production avec Frederator Studios, TV episodes only)[5]
- Wishfart (2018-présent)
- Esme & Roy (2018-présent, co-production avec Sesame Workshop)[6]
- Go Away, Unicorn! (2018-présent)
- ReBoot: The Guardian Code (2018, co-production avec Mainframe Studios, Live-action/CGI, distributor only)
- Corn & Peg (2019-présent)
- D.N. Ace (2019-présent)
- Agent Binky: Pets of the Universe (2019-présent, CGI)
- Ollie's Pack (2020-présent)
- Bakugan: Battle Planet (2020-présent)
- Mech Mice (TBA)